# The Shepherd: Border Patrol
The Sheperd: Border Patrol (Operación Peligrosa en Hispanoamérica) es una película del cine de acción del año 2008 protagonizada por Jean-Claude Van Damme y Scott Adkins y dirigida por Isaac Florentine quien dirigiera anteriormente Undisputed 2. La cinta contó con un presupuesto de $13 millones de dólares. La frase promocional del filme es "Bienvenido a México".

## Trama
El argumento trata de un policía de Nueva Orleans, (Jean-Claude Van Damme) que debe enfrentarse con ex Navy Seals que tratan de traficar drogas desde México a los Estados Unidos.

## Reparto
| Actor                 | Personaje                 |
| --------------------- | ------------------------- |
| Jean-Claude Van Damme | Jack Robideaux            |
| Stephen Lord          | Benjamin Meyers           |
| Natalie J. Robb       | Capitán Ramona García     |
| Gary McDonald         | Agente Billy Pawnell      |
| Daniel Perrone        | Félix Néstor              |
| Scott Adkins          | Karp                      |
| Andrée Bernard        | Lexxie                    |
| Dan Davies            | Emile                     |
| Miles Anderson        | Alcalde Arthur Pennington |
| Luis Algar            | Benito Ortiz              |
| Todd Jenson           | Wray                      |
| Ivaylo Geraskov       | Gallery                   |
| Velislav Pavlov       | El Contacto               |
| Phil McKee            | Jed                       |
| Bogdan Plakov         | Turgell                   |
| Atanas Srebrev        | Deshaun                   |
| Dian Hristov          | Stanton                   |
| Bianca Van Varenberg  | Kassie Robideaux          |
| Kaloian Vodenicharov  | Jamul al Din              |

## Recepción
La cinta se estrenó en Estados Unidos el 4 de marzo del 2008 directamente en video. Duró poco en las salas de cine en los países de América Latina donde se estrenó en la pantalla grande.